# Litoprosopus puncticosta
Litoprosopus puncticosta är en fjärilsart som beskrevs av George Francis Hampson 1926. Litoprosopus puncticosta ingår i släktet Litoprosopus och familjen nattflyn. Inga underarter finns listade i Catalogue of Life.